# Artur Sobiech
Artur Sobiech (Ruda Śląska, 12 giugno 1990) è un calciatore polacco, attaccante dell'Ethnikos Achnas.

## Caratteristiche tecniche
È una punta centrale. Il suo piede preferito è il destro, ed è dotato di un ottimo fisico che gli permette di farsi spazio fra i difensori avversari.

## Carriera

### Club

#### Gli inizi a Chorzów
Cresce nelle giovanili del Ruch Chorzów, club vicino al suo paese di nascita, Ruda Śląska. Con i biancoblu esordisce in Ekstraklasa il 10 agosto 2008, poco più che diciottenne, nel derby contro il Górnik Zabrze.  Un mese più tardi, alla sua seconda gara da professionista, realizza il suo primo gol, nella vittoria per 2-0 contro il KS Cracovia. Conclude la sua prima stagione in massima serie con due reti all'attivo in diciannove gare.
Riconfermato nella stagione successiva, Sobiech vive uno dei suoi migliori campionati dal punto di vista realizzativo, raggiungendo la doppia cifra in ventotto gare, e servendo cinque assist per i compagni. Anche grazie al suo contributo, il Ruch si qualifica per l'Europa League. Esordisce a livello internazionale il 1º luglio 2010, nella gara vinta 2-1 contro il Shakter Karagandy, club kazako. Nella gara di ritorno, giocata in Polonia, segna la rete che vale il passaggio del turno.

#### Polonia Varsavia
Le buone prestazioni attirano l'attenzione di altri club, e difatti a fine luglio arriva il suo passaggio a titolo definitivo al Polonia Warszawa. Con il club della capitale realizza altri nove gol in ventitré gare, affermandosi come uno dei migliori attaccanti del campionato polacco.

#### L'approdo in Germania
Dopo appena un anno con il Polonia, nell'estate 2011 passa in Bundesliga, più precisamente all'Hannover. Esordisce con la nuova maglia il 18 settembre 2011, nella vittoria interna contro il Borussia Dortmund, subentrando a Jan Schlaudraff. In occasione di questa gara, tuttavia, viene espulso, satalndo le tre gare successive. A causa di questo episodio esce inizialmente dal giro dei titolari, tornando a giocare due mesi più tardi, nella gara interna contro l'Amburgo. Il primo gol arriva solamente nel nuovo anno solare, contro il Mainz. Nel frattempo ha occasione di aiutare il club in Europa League, realizzando due reti, di cui una fondamentale contro il Club Bruges ai sedicesimi di finale.
La seconda stagione tedesca si rivela più positiva per il polacco, che riesce a segnare la sua prima doppietta in Bundesliga, alla seconda giornata, contro il Wolfsburg. Conclude la stagione con cinque reti, e altre tre realizzate in Europa League, di cui una doppietta allo Slask Wroclaw. Nel 2013-2014 è costretto a saltare gran parte del campionato a causa della rottura del legamento crociato.
L'anno successivo inizia positivamente, giocando con regolarità le prime quattordici giornate di campionato, e realizzando anche una rete, ancora contro l'Amburgo. Nella seconda parte di stagione, tuttavia, una nuova serie di infortuni ne bloccano lo sviluppo. Il 2015-2016 si rivela la sua migliore stagione in Bundesliga, con sette reti all'attivo in venticinque gare, che non bastano tuttavia a evitare la retrocessione in 2. Bundesliga. L'ultima stagione con l'Hannover lo vede segnare solo in due occasioni in seconda serie, entrambe alla prima giornata nella vittoria per 0-4 sul campo del Kaiserslautern. Nonostante non arrivino altri gol, a fine anno l'Hannover viene promosso immediatamente in Bundesliga.
Nel 2017-2018, dopo cinque stagioni con la maglia dell'Hannover, firma per il Darmstadt 98, scenendo nuovamente in 2. Bundesliga. L'inizio di stagione è ottimo, con due reti e quattro assist nelle prime otto giornate di campionato. Tuttavia, nelle restanti gare, non riesce più a contribuire alle marcature dei suoi compagni di squadra.

#### Il ritorno in Polonia
Dopo aver totalizzato ventidue reti in 143 gare in Germania, nell'estate 2018 torna in Polonia, firmando un contratto con il Lechia Gdańsk. Al primo anno in Polonia, realizza dieci gol in trenta gare fra campionato e coppa. La rete più importante si rivela quella del 2 maggio 2019, in finale della coppa nazionale, che porta il Lechia alla conquista del trofeo.
La seconda stagione con i biancoverdi inizia ancora meglio, con tre reti nelle prime cinque giornate. Dopo aver totalizzato sette reti nel girone d'andata, nel mercato di gennaio viene acquistato dal Fatih Karagümrük, club di serie b turca.

#### L'esperienza turca
I primi sei mesi in Turchia si rivelano molto positivi per Sobiech, che contribuisce grazie a sette gol in 17 gare alla promozione dei suoi in Süper Lig dopo aver superato in finale play-off ai rigori l'Adana Demirspor. Riconfermato anche l'anno successivo, Sobiech su rivela uno dei migliori giocatori del campionato, realizzando un gol al debutto in massima serie contro il Malatya Spor. Con i rossoneri, sorpresa del campionato, realizza nove gol, di cui una doppietta all'ultima giornata contro il Denizlispor.

#### Lech Poznań
Il 29 giugno 2021 viene annunciato ufficialmente il suo passaggio al Lech Poznań. Esordisce con la maglia dei kolejorz il 23 luglio seguente, subentrando a Barry Douglas durante il match pareggiato per 0-0 contro il Radomiak Radom. A maggio 2022 si laurea campione di Polonia.

### Nazionale
Fa il suo debutto il 29 maggio 2010 contro la Finlandia nel pareggio in casa per 0-0 subentrando all'89 a Ireneusz Jeleń.

## Statistiche

### Presenze e reti nei club
Statistiche aggiornate al 12 dicembre 2021.
| Stagione            | Club                | Campionato          | Campionato | Campionato | Coppe nazionali | Coppe nazionali | Coppe nazionali | Coppe continentali | Coppe continentali | Coppe continentali | Supercoppe | Supercoppe | Supercoppe | Totale | Totale |
| Stagione            | Club                | Comp                | Pres       | Reti       | Comp            | Pres            | Reti            | Comp               | Pres               | Reti               | Comp       | Pres       | Reti       | Pres   | Reti   |
| ------------------- | ------------------- | ------------------- | ---------- | ---------- | --------------- | --------------- | --------------- | ------------------ | ------------------ | ------------------ | ---------- | ---------- | ---------- | ------ | ------ |
| 2008-2009           | Ruch Chorzów        | E                   | 19         | 2          | PP              | 1               | 0               | -                  | -                  | -                  | -          | -          | -          | 20     | 2      |
| 2009-2010           | Ruch Chorzów        | E                   | 28         | 10         | PP              | 6               | 2               | -                  | -                  | -                  | -          | -          | -          | 34     | 12     |
| lug. 2010           | Ruch Chorzów        | -                   | -          | -          | -               | -               | -               | UEL                | 4                  | 1                  | -          | -          | -          | 4      | 1      |
| Totale Ruch Chorzów | Totale Ruch Chorzów | Totale Ruch Chorzów | 47         | 12         |                 | 6               | 2               |                    | 4                  | 1                  |            |            |            | 57     | 15     |
| ago. 2010-mag. 2011 | Polonia Varsavia    | E                   | 23         | 9          | PP              | 4               | 0               | -                  | -                  | -                  | -          | -          | -          | 27     | 9      |
| 2011-2012           | Hannover 96         | BL                  | 12         | 1          | DFB             | 0               | 0               | UEL                | 6                  | 2                  | -          | -          | -          | 18     | 3      |
| 2012-2013           | Hannover 96         | BL                  | 25         | 5          | DFB             | 2               | 0               | UEL                | 10                 | 3                  | -          | -          | -          | 37     | 8      |
| 2013-2014           | Hannover 96         | BL                  | 17         | 3          | DFB             | 1               | 1               | -                  | -                  | -                  | -          | -          | -          | 18     | 4      |
| 2014-2015           | Hannover 96         | BL                  | 19         | 2          | DFB             | 1               | 0               | -                  | -                  | -                  | -          | -          | -          | 20     | 2      |
| 2015-2016           | Hannover 96         | BL                  | 25         | 7          | DFB             | 2               | 1               | -                  | -                  | -                  | -          | -          | -          | 27     | 8      |
| 2016-2017           | Hannover 96         | 2B                  | 23         | 2          | DFB             | 2               | 1               | -                  | -                  | -                  | -          | -          | -          | 25     | 3      |
| Totale Hannover     | Totale Hannover     | Totale Hannover     | 121        | 20         |                 | 8               | 3               |                    | 16                 | 5                  |            |            |            | 145    | 28     |
| 2017-2018           | Darmstadt           | 2B                  | 22         | 2          | DFB             | 1               | 1               | -                  | -                  | -                  | -          | -          | -          | 23     | 3      |
| 2018-2019           | Lechia Danzica      | E                   | 26         | 7          | PP              | 4               | 3               | -                  | -                  | -                  | -          | -          | -          | 30     | 10     |
| 2019-gen. 2020      | Lechia Danzica      | E                   | 18         | 6          | PP              | 2               | 0               | UEL                | 2                  | 0                  | SP         | 1          | 0          | 23     | 6      |
| gen.-lug.2020       | Fatih Karagümrük    | 1L                  | 17         | 7          | TK              | 0               | 0               | -                  | -                  | -                  | -          | -          | -          | 17     | 7      |
| 2020-2021           | Fatih Karagümrük    | SL                  | 34         | 9          | TK              | 1               | 0               | -                  | -                  | -                  | -          | -          | -          | 35     | 9      |
| 2021-2022           | Lech Poznań         | E                   | 12         | 0          | PP              | 3               | 2               | -                  | -                  | -                  | -          | -          | -          | 15     | 2      |
| Totale carriera     | Totale carriera     | Totale carriera     | 310        | 72         |                 | 30              | 11              |                    | 22                 | 6                  |            | 1          | 0          | 363    | 89     |

### Cronologia presenze e reti in nazionale
| Cronologia completa delle presenze e delle reti in nazionale ― Polonia | Cronologia completa delle presenze e delle reti in nazionale ― Polonia | Cronologia completa delle presenze e delle reti in nazionale ― Polonia | Cronologia completa delle presenze e delle reti in nazionale ― Polonia | Cronologia completa delle presenze e delle reti in nazionale ― Polonia | Cronologia completa delle presenze e delle reti in nazionale ― Polonia | Cronologia completa delle presenze e delle reti in nazionale ― Polonia | Cronologia completa delle presenze e delle reti in nazionale ― Polonia |
| Data                                                                   | Città                                                                  | In casa                                                                | Risultato                                                              | Ospiti                                                                 | Competizione                                                           | Reti                                                                   | Note                                                                   |
| ---------------------------------------------------------------------- | ---------------------------------------------------------------------- | ---------------------------------------------------------------------- | ---------------------------------------------------------------------- | ---------------------------------------------------------------------- | ---------------------------------------------------------------------- | ---------------------------------------------------------------------- | ---------------------------------------------------------------------- |
| 29-5-2010                                                              | Kielce                                                                 | Polonia                                                                | 0 – 0                                                                  | Finlandia                                                              | Amichevole                                                             | -                                                                      | 89’                                                                    |
| 2-6-2010                                                               | Kufstein                                                               | Polonia                                                                | 0 – 0                                                                  | Serbia                                                                 | Amichevole                                                             | -                                                                      | 90’                                                                    |
| 8-6-2010                                                               | Murcia                                                                 | Spagna                                                                 | 6 – 0                                                                  | Polonia                                                                | Amichevole                                                             | -                                                                      | 68’                                                                    |
| 22-5-2012                                                              | Klagenfurt am Wörthersee                                               | Polonia                                                                | 1 – 0                                                                  | Lettonia                                                               | Amichevole                                                             | 1                                                                      | 57’                                                                    |
| 2-6-2012                                                               | Varsavia                                                               | Polonia                                                                | 4 – 0                                                                  | Andorra                                                                | Amichevole                                                             | -                                                                      | 58’                                                                    |
| 15-8-2012                                                              | Tallinn                                                                | Estonia                                                                | 1 – 0                                                                  | Polonia                                                                | Amichevole                                                             | -                                                                      | 46’                                                                    |
| 11-9-2012                                                              | Breslavia                                                              | Polonia                                                                | 2 – 0                                                                  | Moldavia                                                               | Qual. Mondiali 2014                                                    | -                                                                      | 71’                                                                    |
| 12-10-2012                                                             | Varsavia                                                               | Polonia                                                                | 1 – 0                                                                  | Sudafrica                                                              | Amichevole                                                             | -                                                                      | 75’                                                                    |
| 4-6-2013                                                               | Cracovia                                                               | Polonia                                                                | 2 – 0                                                                  | Liechtenstein                                                          | Amichevole                                                             | 1                                                                      |                                                                        |
| 7-6-2013                                                               | Chișinău                                                               | Moldavia                                                               | 1 – 1                                                                  | Polonia                                                                | Qual. Mondiali 2014                                                    | -                                                                      | 79’                                                                    |
| 14-8-2013                                                              | Danzica                                                                | Polonia                                                                | 3 – 2                                                                  | Danimarca                                                              | Amichevole                                                             | -                                                                      | 78’                                                                    |
| 13-11-2015                                                             | Varsavia                                                               | Polonia                                                                | 4 – 2                                                                  | Islanda                                                                | Amichevole                                                             | -                                                                      | 89’                                                                    |
| 17-11-2015                                                             | Breslavia                                                              | Polonia                                                                | 3 – 1                                                                  | Rep. Ceca                                                              | Amichevole                                                             | -                                                                      | 83’                                                                    |
| Totale                                                                 |                                                                        | Presenze                                                               | 13                                                                     |                                                                        | Reti                                                                   | 2                                                                      |                                                                        |

## Palmarès

### Club

#### Competizioni nazionali
- Coppa di Polonia: 1

Lechia Danzica: 2018-2019
- Supercoppa di Polonia: 1

Lechia Danzica: 2019
- Campionato polacco: 1

Lech Poznań: 2021-2022